# L'Odyssée du docteur Wassell
Pour plus de détails, voir Fiche technique et Distribution.
L'Odyssée du docteur Wassell (The Story of Dr. Wassell) est un film américain réalisé par Cecil B. DeMille, sorti en 1944.

## Synopsis
Lors de l'offensive japonaise en Indonésie, un médecin originaire de l'Arkansas, le Dr Wassell, chercheur passionné engagé dans la Marine se consacre à soigner les blessés américains d'un navire coulé par les Japonais. Au moment de l'offensive japonaise sur Java un navire accepte d'embarquer les blessés capables de marcher mais pas la petite douzaine sur des civières. Le Dr Wassell reste avec eux, les ramène à l'hôpital de campagne plusieurs fois bombardé, parvient à les faire transporter par un convoi anglais à travers la jungle, use de la ruse pour les faire monter à bord d'un cargo surchargé et arrive enfin en Australie.

## Fiche technique
- Titre : L'Odyssée du docteur Wassell
- Titre original : The Story of Dr. Wassell
- Réalisation : Cecil B. DeMille, assisté d'Oscar Rudolph et Arthur Rosson (non crédité)
- Scénario : Charles Bennett et Alan Le May d'après une histoire de James Hilton et du Commandant Corydon M. Wassell
- Production : Cecil B. DeMille, Sidney Biddell (producteur exécutif) et Buddy DeSylva (producteur exécutif)
- Société de production : Paramount Pictures
- Musique : Victor Young
- Photographie : Victor Milner et William E. Snyder
- Effets spéciaux : Collaborateurs divers, dont Gordon Jennings et Loyal Griggs (non crédité)
- Montage : Anne Bauchens
- Direction artistique : Roland Anderson et Hans Dreier
- Décorateur de plateau : George Sawley
- Costumes : Natalie Visart
- Pays de production :  États-Unis
- Format : Couleur (Technicolor) - Son : Mono (Western Electric Mirrophonic Recording)
- Genre : Film d'aventure
- Langue : anglais
- Durée : 140 minutes
- Dates de sortie :
  - États-Unis : 29 avril 1944 (première mondiale à Little Rock,  Arkansas), 4 juillet 1944 (sortie nationale)
  - France : 17 juillet 1946 (Paris)
- Affiche : Roger Soubie (France)

## Distribution
- Gary Cooper (VF : Richard Francœur) : Dr. Corydon M. Wassell
- Laraine Day (VF : Thérèse Rigaut) : Madeleine Arnold
- Signe Hasso (VF : Lita Recio) : Bettina
- Dennis O'Keefe (VF : Paul Lalloz) : Benjamin « Hoppy » Hopkins
- Carol Thurston (VF : Renée Simonot) : Tremartini (Three Martini)
- Carl Esmond : Lt. Dirk Van Daal
- Paul Kelly (VF : Pierre Leproux) : Murdock
- Elliott Reid : William « Andy » Anderson
- Stanley Ridges (VF : Christian Argentin) : Commandant William B. « Bill » Goggins
- Renny McEvoy (VF : Serge Lhorca) : Johnny Leeweather
- Oliver Thorndike (VF : Maurice Dorléac) : Alabam
- Philip Ahn (VF : Ky Duyen) : Ping
- Barbara Britton : Ruth

Acteurs non crédités
- Richard Aherne : le chef du convoi britannique
- Joel Allen : Robert Kraus
- Lane Chandler : un officier hollandais écoutant la radio
- Davison Clark (VF : Gérald Castrix) : Dr. Holmes
- Catherine Craig : Mme Wayne
- Yvonne De Carlo : une jeune autochtone
- Ludwig Donath (VF : Jacques Berlioz) : Dr Vranken, le médecin hollandais dans le train
- Ann Doran : une femme en prière
- Edward Fielding : Amiral Hart
- Mildred Harris : une infirmière hollandaise
- Louis Jean Heydt : une enseigne
- Si Jenks : Hank
- Richard Loo : Dr Wei, le médecin chinois dans le train
- Morton Lowry : Lt. Bainbridge
- Edmund MacDonald : l'ordonnance du contre-amiral
- Miles Mander : un homme (rôle non spécifié)
- Lester Matthews (VF : Camille Guérini) : Dr Ralph Wayne
- James Millican : Robert Elroy Whaley
- Gavin Muir : un messager hollandais
- John Mylong : Janssen
- Philip Van Zandt : un artilleur hollandais
- Cecil B. DeMille (VF : Jean Mauclair) : le narrateur (voix)

## Autour du film
Le film est inspiré de faits authentiques. C'est au cours d'une allocution du président Roosevelt en avril 1942 que Cecil B. DeMille entendit la première fois parler du docteur Corydon M. Wassell (en). Ce dernier avait réussi à sauver douze blessés placés sous sa protection en les rapatriant de Java en Australie. Il reçut pour cela la Navy Cross avec la citation suivante:
```
   For especially meritorious conduct, devotion to duty, and utter disregard of personal safety, while in imminent contact with enemy forces and under attack from enemy aircraft, in caring for and evacuating the wounded of the United States Navy under his charge in Java, Netherlands East Indies, about March 1, 1942.
```

L'Odyssée du docteur Wassell est l'un des quatre films tournés par Gary Cooper sous la direction de Cecil B. DeMille. Les autres sont : Une aventure de Buffalo Bill (1936), Les Tuniques écarlates (1940), et Les Conquérants d'un nouveau monde (1947).